# RSzSz Moskwa
RSzSz Moskwa (ros. Русская Шахматная Школа, Russkaja Szachmatnaja Szkoła) – klub szachowy z siedzibą w Moskwie.

## Historia
Klub powstał w 2011 roku. W 2023 roku zadebiutował w Priemjer-Lidze, uzyskując wówczas ósme miejsce. W sezonie 2024 szachiści klubu zajęli trzecie miejsce w rozgrywkach. W drużynie grali wówczas m.in. arcymistrzowie: Dawid Parawian, Arsenij Niestierow, Aleksiej Griebniew, Władimir Zacharcow i Jewgienij Worobjow.